# Burbank (Illinois)
Burbank – miasto w Stanach Zjednoczonych, w stanie Illinois, w hrabstwie Cook.